# Барабанцев, Денис Вадимович
Денис Вадимович Барабанцев (родился 26 апреля 1993 года) — российский регбист, полузащитник схватки команды.

## Биография
Кандидат в мастера спорта
С 2012 по 2016 год выступал за регбийный клуб «Енисей-СТМ».
С 2016 по 2017 год выступал за регбийный клуб «Металлург».
С 2017 по 2019 год выступал за регбийный клуб «ВВА-Подмосковье».
С 2019 по 2020 год выступал за регбийный клуб «Красный Яр».
В 2020 году перешёл в казанскую «Стрелу».
В сборной России дебютировал 20 марта 2021 года в матче против Грузии.

## Достижения
- Шестикратный победитель Всероссийских первенств и соревнований
- Победитель турнира в Польше в 2010 году среди юниоров до 17 лет
- Обладатель Кубка России в 2019 году
- Серебряный призёр Чемпионата России в 2019 году
- Бронзовый призёр Чемпионата России в 2017 и 2023 годах